# Улф фон Ойлер
Улф фон Ойлер (7 февруари 1905 – 9 март 1983) е шведски физиолог и фармацевт, известен с изследванията си върху невротрансмитерите, за което печели Нобелова награда за физиология или медицина през 1970 г.

## Биография
Ойлер е роден в Стокхолм, Швеция. Син е на шведския биохимик и нобелов лауреат от немски произход Ханс фон Ойлер-Келпин.
През 1935 г. Фон Ойлер изолира първите простагландини от семенна течност на човек.